# Station Bray Daly
Station Bray Daly  is een treinstation in Bray in het Ierse graafschap Wicklow. Het ligt aan de lijn Dublin - Rosslare en aan de zuidelijke tak van DART. De huidige naam, vernoemd naar de Ierse vrijheidsstrijder Edward Daly, kreeg het station in 1966 bij de 50-jarige herdenking van de Paasopstand.
De helft van de DART-treinen rijdt tot Bray, de andere helft rijdt door tot aan Greystones. Naar en van Dublin rijdt op werkdagen ieder kwartier een DART-trein. Daarnaast rijdt er op werkdagen vijf keer een trein naar Rosslare.